# Никола Куљача
Никола Куљача (16. август 1974) бивши је српски ватерполиста. Куљача је играо у репрезентацији СР Југославије која је на Олимпијским играма 2000. освојила бронзану медаљу, а на Олимпијским играма 2004. сребрну медаљу. Играо је на позицији голмана.

## Клупски трофеји
- ЛЕН куп 1997/98. - Победник са Партизаном
- Првенство СР Југославије 1994/95. и 2001/02. -  Шампион са Партизаном
- Куп СР Југославије 1992/93, 1993/94, 1994/95. и 2001/02. - Победник са Партизаном
- Првенство Србије 2006/07. и 2007/08. -  Шампион са Партизаном
- Куп Србије 2006/07. и 2007/08. - Победник са Партизаном